# Cymatiosphaera
Cymatiosphaera, fosilni rod zelenih algi, jedini u porodici Cymatiosphaeraceae, dio reda Pyramimonadales. Sastoji se od 12 vrsta.

## Vrste
1. Cymatiosphaera baarstadii C.Eklund
2. Cymatiosphaera craticula E.Wicander & A.R.Loeblich
3. Cymatiosphaera cristata Habib & S.D.Knapp
4. Cymatiosphaera cubensis G.G.Fechner & B.A.R.Mohr
5. Cymatiosphaera fistulosa Wicander & A.R.Loeblich, Jr.
6. Cymatiosphaera globulosa K.Takahashi
7. Cymatiosphaera notialis G.Playford & F.Martin
8. Cymatiosphaera peifferi Reaugh
9. Cymatiosphaera polonica Górka
10. Cymatiosphaera reticulosa K.Takahashi
11. Cymatiosphaera spina L.M.Yin, K.Wang, Z.Shen & Y.Long Zhao
12. Cymatiosphaera striata Eisenack & Cookson